# Battaglia di Fisher's Hill
La battaglia di Fisher's Hill fu combattuta dal 21 al 22 settembre 1864, vicino a Strasburg, in Virginia, nell'ambito della campagna della valle dello Shenandoah, del 1864, durante la guerra di secessione americana. Nonostante la sua forte posizione difensiva, l'esercito confederato del tenente generale Jubal Early fu sconfitto dall'esercito dell'Unione dello Shenandoah, comandato dal maggior generale Philip Henry Sheridan.

## Antefatto
Sheridan aveva quasi 35 000 uomini nella vale Shenandoah che si opponevano a Early, con poco meno di 10 000 uomini. All'inizio, dopo la terza battaglia di Winchester, prese una posizione forte. La sua destra poggiava sul ramo nord del fiume Shenandoah. Il fianco sinistro della sua fanteria era su Fisher's Hill. La cavalleria confederata avrebbe dovuto mantenere il terreno da lì a Little North Mountain. Il maggior generale George Crook consigliò a Sheridan di affiancare questa posizione. Al suo comando fu assegnato di spostarsi lungo le pendici boscose della montagna per attaccare la cavalleria.

## Forze opposte
Esercito dell'Unione ed esercito dei Confederati.

## Battaglia

Mappe affiancate delle battaglie di Fisher's Hill e Cedar Creek

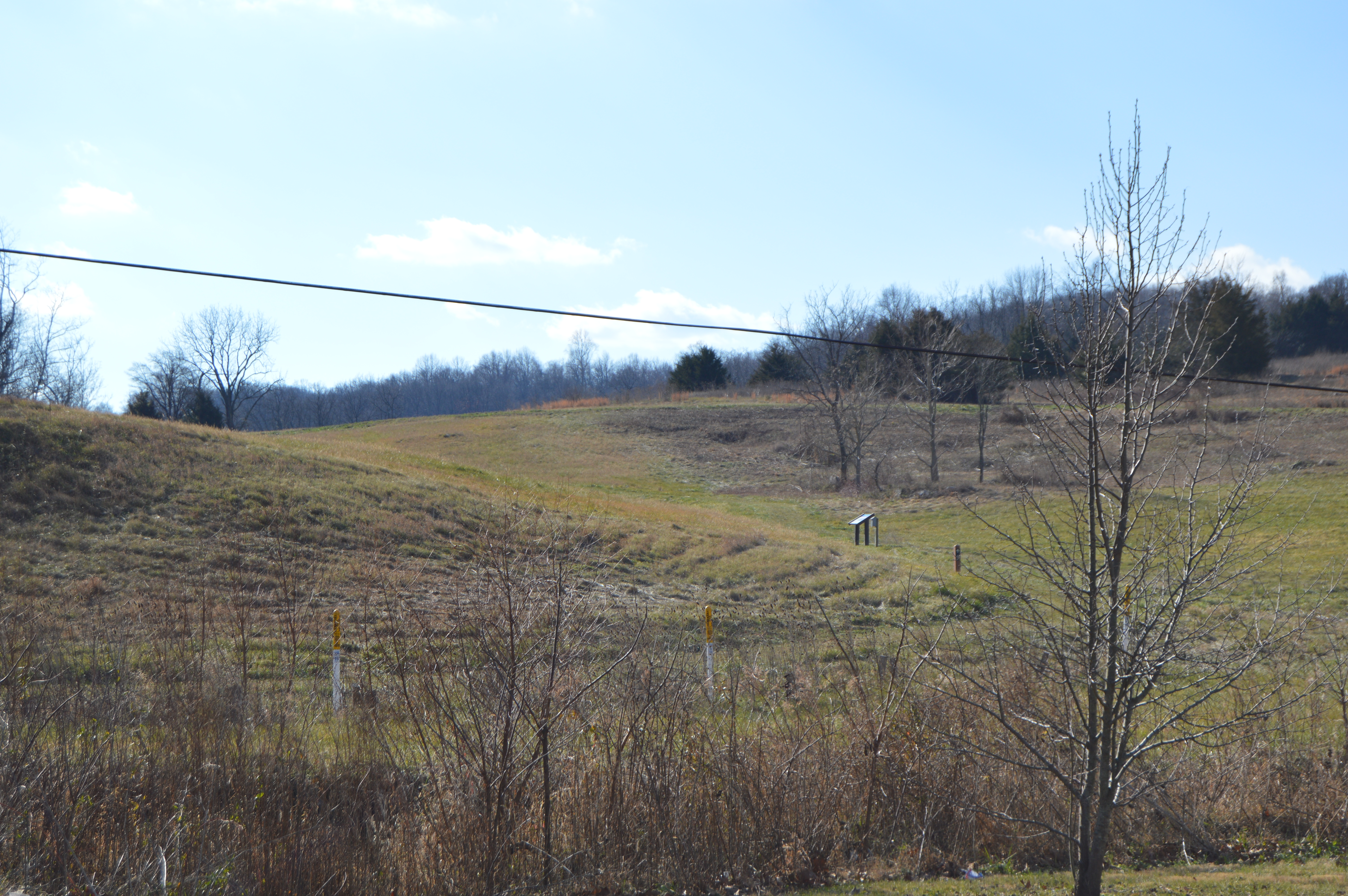
Sezione del campo di battaglia raffigurata nel 2016

L'attacco di Crook iniziò verso le 16:00 del 22 settembre 1864. La fanteria spinse le truppe confederate fuori dalla loro posizione. Il maggior generale Stephen Dodson Ramseur provò a rifiutare il fianco sinistro della sua divisione. Crook e la divisione del brigadier generale James B. Ricketts, del VI Corpo di Horatio G. Wright, colpì la linea di Ramseur, respingendola. Le restanti divisioni di Wright e il XIX Corpo ruppero la linea meridionale.

## Conseguenze
I Confederati tornarono a Waynesboro, in Virginia. Il brigadier generale Alfred Torbert fu inviato nella valle di Luray con 6 000 cavalieri per farsi strada attraverso i 1 200 cavalieri confederati al comando del generale di brigata Williams Wickham. Torbert avrebbe dovuto quindi spostarsi attraverso il New Market e Luray Gap a Massanutten Mountain e avvicinarsi alle spalle di Early e interrompere la sua ritirata a Fisher's Hill. Torbert si ritirò dopo aver compiuto uno sforzo simbolico contro la forza di Wickham a Milford (oggi Overall Virginia) e Early riuscì a fuggire.
Quattro uomini arruolati nell'esercito dell'Unione e un ufficiale ricevettero la Medal of Honor nell'azione a Fisher's Hill.
- Il soldato James Connors, 43ª fanteria di New York
- Il soldato John Creed, 23ª fanteria dell'Illinois
- Il soldato George G. Moore, 11ª fanteria della Virginia Occidentale
- Il sergente Sylvester D. Rhodes, 61ª fanteria della Pennsylvania
- Il primo tenente Edward N. Whittier, 5ª batteria di artiglieria leggera del Maine

## Conservazione del campo di battaglia
Il Civil War Trust (una divisione dell'American Battlefield Trust) e i suoi partner hanno acquisito e conservato 1,46 km2 del campo di battaglia. La parte conservata del campo di battaglia è segnata da sentieri e segnali interpretativi.